# Josef Soukup (děkan)
Mons. ThDr. Josef Soukup (28. března 1874 Hostomice[nepřesný odkaz] – 21. prosince 1946 Praha) byl český římskokatolický kněz, apoštolský protonotář, kanovník a děkan Metropolitní kapituly u sv. Víta v Praze.

## Život
Narodil se 28. března 1874 v Hostomicích.
Po studiu teologie byl 17. července 1898 vysvěcen v Praze na kněze. Po vysvěcení začal spravovat farnost v Plesné u Chebu, kde s pomocí věřících zbudoval oltáře v novém kostele a budovu farnosti. Dne 10. prosince 1989 byl jmenován vicerektorem Arcibiskupského kněžského semináře. Dne 4. července 1910 získal doktorát z teologie. V letech 1912–1917 působil jako notář kolegia pražských doktorů teologie. Mezitím byl také prosynodálním examinátorem uchazečům o beneficium a např. i pokladníkem sdružení „Piův spolek".
Dne 5. února 1917 byl zvolen kanovníkem Metropolitní kapituly u sv. Víta v Praze a slavnostně instalován byl 22. dubna 1917.
Roku 1917 získal mimo funkci kanovníka také funkci rady arcibiskupské konzistoře a člena konzilia „a Vigilantia". Dne 8. prosince získal funkci kancléře arcibiskupské kurie. Dále působil jako; arcibiskupský vicekomisař sester Alžbětinek v Praze (1918), komisař reálky v Rakovníku (1918), prosynodální soudce (1918), komisař dívčího gymnázia „Krásnohorská".
Dne 30. prosince 1921 mu papež Benedikt XV. udělil titul Prelát Jeho Svatosti.
Dne 3. ledna 1922 se ze zdravotník důvodů zřekl funkce kancléře a 6. dubna se stal vicekancléřem. Roku 1924 byl jmenován děkanem pražského kolegia doktorů teologie a také arcibiskupským komisařem pro ústav „Útulna slepých dívek na Kampě". O rok později se stal místopředsedou této organizace. Dne 27. ledna 1927 byl ustanoven oficiálem církevního soudu a kvůli nemoci preláta Karla Schustera byl zastupujícím komisařem sester Boromejek na Malé Straně. Po smrti otce Schustera byl jmenován do jeho funkce. Dne 1. května 1928 byl ustanoven členem hospodářské správy kněžského semináře, 10. února 1929 komisařem gymnázia v Praze 2 a v březnu stejného roku prosynodálním examinátorem.
Dne 11. listopadu 1930 byl jmenován jako canonicus custos a 14. prosince byl instalován.
Roku 1933 se stal děkanem metropolitní kapituly.
Roku 1937 mu papež Pius XI. udělil titul Apoštolský protonotář ad instar participantium.
Zemřel 21. prosince 1946 v Praze. Pohřben byl na hřbitově sv. Markéty v Břevnově.